# Love Incredible
Love Incredible è un singolo del DJ e produttore norvegese Cashmere Cat, il secondo estratto dal secondo album in studio 9 e pubblicato il 17 febbraio 2017. Esso è stato inciso in collaborazione della cantante statunitense Camila Cabello.

## Descrizione
Si tratta di un brano elettropop e R&B suonato in chiave di Si bemolle minore a tempo di 167 battiti al minuto. La canzone inizia con la voce soave di Cabello che usa un registro vocale alto, accompagnato da synth e dopo da un battito di tamburo. La musica è costruita attorno ad un ritornello EDM, in cui Cabello canta su tastiere e una linea di basso azzerata: "Questo amore è incredibile, credibile / Abbi un po' di pietà di me, baby / Mi hai fatto desiderare di più, volere di più / Il tuo amore." Nei versi la sua voce ansimante raggiunge note molto alte, per poi abbassarsi nel ritornello.

## Accoglienza
Kat Bein di Billboard ha paragonato il brano alle precedenti canzoni di Cashmere, descrivendolo come un "pezzo che sembra adattarsi perfettamente al resto del lavoro del suo prossimo album 9." Christina Lee di Idolator ha elogiato la produzione e la voce di Cabello nella canzone. Danny Schwartz del sito HotNewHipHop ha elogiato la produzione della canzone e ha scritto che è "un'accurata sintesi dell'estetica di Cashmere Cat." Sasha Geffen di MTV ha dato una diversa opinione sulla voce di Cabello nella canzone, scrivendo: "Cashmere Cat distrugge la voce di Camila attraverso una serie di effetti, facendola sembrare più un androide frastornato che l'ex membtro di un gruppo." Brendley Stern di PopCrush ha scritto che il brano "offre un vibe più sperimentale dalla cantante."

## Classifiche
| Classifica (2017) | Posizione massima |
| ----------------- | ----------------- |
| Nuova Zelanda     | 5                 |
| Scozia            | 59                |
| Spagna            | 45                |